# ケルベロサウルス
ケルベロサウルス (学名 : Kerberosaurus 、"地獄の門の番犬トカゲ"や"ケルベロスのトカゲ"の意) は、後期白亜紀マーストリヒチアン期のロシアのブラゴヴェシチェンスクにあるツァーガン累層に生息していたハドロサウルス科サウロロフス亜科の恐竜の属。

## 概要
化石は頭骨のみが発見されている。プロサウロロフスやサウロロフスなどに近い種(姉妹群)とされ、この恐竜の発見で北アメリカから東アジアに渡ってきたことが分かっている。推定全長は約0.9メートルと考えられている。Kerberosaurus manakiniを日本語のカタカナ表記にするとケルベロサウルス・マナニキ。ケルベロサウルスはこのロシアで発見されたマナニキの一種のみ知られている。